# イヴェット・ルーディ
イヴェット・ルーディ (Yvette Roudy; 1929年4月10日 -) はフランスの政治家（社会党所属）。欧州議会議員、女性権利大臣、国会議員、リジュー市長を歴任し、とりわけ、ミッテラン政権下で女性権利大臣として女性の地位向上のために闘い、ルーディ法と呼ばれる2つの法律（人工妊娠中絶の保険適用に関する法律、男女職業平等法）が成立した。

## 生い立ち
イヴェット・ルーディ（出生名：イヴェット・サルドゥー）は、1929年4月10日、ペサック（ジロンド県、ヌーヴェル＝アキテーヌ地域圏）の労働者階級の家庭に生まれた。父ジョゼフ・サルドゥーは鉄工所の労働者だったが、第一次大戦に出征してヴェルダンの戦いで負傷。障害年金を受けて暮らし、やがて市の職員として採用された。政治的には社会党（労働インターナショナル・フランス支部: SFIO）を支持していた。母ジャンヌはイヴェットが12歳のときに癌で亡くなり、イヴェット、ピエール、シモーヌの3人姉妹兄弟は父に育てられた。
イヴェットは初等教育修了証 (CEP) を得たものの、父が普通高等学校（リセ）への進学に反対したため、職業高等学校に進み、タイピストの資格を得、卒業後、缶詰工場で事務員として採用された。1948年、17歳のときに普通高校の学生で同じ工場で夜勤をしていたピエール・ルーディに出会い、1951年に結婚。3年間、グラスゴー（スコットランド）で過ごし、英語を習得した。1955年に帰国。ボルドーに居を構え、バカロレア取得後、米国企業に採用された。

## フェミニストらとの出会い
1956年、転勤のためにパリに引っ越した。ピエールはパリで演劇関係の仕事を始め、コレット・オードリーが脚本を担当した作品を上演したことがきかっけとなり、ルーディはオードリーと親しく付き合うようになった。オードリーの勧めでベティ・フリーダンの『新しい女性の創造』、次いでエレノア・ルーズベルトの『自叙伝』、エリザベス・ジェインウェイの『男世界と女の神話』の翻訳の仕事を引き受け、さらに、社会党員マリー＝テレーズ・エイケムを中心に1962年に結成されたフランソワ・ミッテラン（社会党）を支持する政治クラブ「女性民主主義運動 (MDF)」に参加。同クラブのジゼル・アリミ（弁護士）、ジャニーヌ・ニエプス（写真家）、エヴリーヌ・シュルロ（社会学者）らと知り合い、1965年に同クラブの機関誌『20世紀の女 (La femme du XXe siècle)』を創刊。1971年まで編集長を務めた。

## 女性民主主義運動
1965年の大統領選挙では共和制度会議 (CIR) 代表フランソワ・ミッテランが左派統一候補としてシャルル・ド・ゴールと対立。結果的には敗れたが、決選投票において44.80% を獲得した。共和制度会議に合流した女性民主主義運動は、1967年の地方選挙に向けて女性候補を立て、ルーディはモー・クロミエから出馬したが、当選には程遠かった。だが、女性民主主義運動はミッテランの支持を得、ルーディは米国のアンジェラ・デイヴィスらの活動について報告書を作成し、フランス左派が米国の平和運動、その他の活動を支持するための情報を提供するなど、積極的にミッテランを支持した。
ミッテランはまた、こうした女性活動家らに説得され、すでに1965年の大統領選で、「家族計画を支援する」と表明し、特に経口避妊薬の解禁を公約に掲げていた。1966年には医師、生物学者のほか、ノーベル生理学・医学賞を受賞したジャック・モノーとフランソワ・ジャコブ、経済学者のアルフレッド・ソーヴィー、社会学者のピエール・ブルデューらによる委員会が設置され、後に「経口避妊薬の父」と呼ばれることになったリュシアン・ヌーヴィルト議員が国民議会に法案を提出。1967年12月19日に可決された。
1967年の地方選挙で敗れたルーディは「女性民主主義運動」の機関紙『20世紀の女』の活動の一環としてしばらくスウェーデンに滞在して女性の地位に関する調査を行い、スウェーデン社会民主労働党出身のオロフ・パルメ教育相（後の首相）と会談する機会を得た。帰国後、1968年の地方選挙ではパリ20区から出馬したが、社会党は大敗を喫した。1971年6月に開催されたエピネ大会で、共和制度会議代表フランソワ・ミッテランは、ジャン・ピエール・シュヴェーヌマン、ピエール・モーロワ、ガストン・ドフェールらの社会主義者を集め、新社会党（現在のPS）を結成した。以後4年間、ルーディは社会党員として講演会を開催するなど積極的に活動したが、男性党員の女性嫌悪（ミソジニー）に遭って1973年の地方選挙には出馬せず、実際、社会党からは女性議員が一人も選出されなかった。
1974年、ミッテランはジョルジュ・ポンピドゥー大統領の任期半ばの急死を受けて行われた大統領選挙で再び決選投票に持ち込んだが、ヴァレリー・ジスカール・デスタンに僅差で敗れた。ジスカール・デスタン政権下ではシモーヌ・ヴェイユが厚生大臣に任命された。すでに1970年代の女性解放運動(MLF) の高まりのなかで、1971年、人工妊娠中絶の合法化を求め、自らの中絶経験を公にした女性「343人のマニフェスト」（通称「あばずれ女343人のマニフェスト」が『ヌーヴェル・オプセルヴァトゥール』誌（第334号）に掲載され、ルーディもシモーヌ・ド・ボーヴォワール、ジゼル・アリミ、クリスティーヌ・デルフィ、アントワネット・フーク、モニック・ウィティッグらの女性解放運動家らと共に同マニフェストに署名していた。ヴェイユ厚生相は1974年11月26日に中絶合法化法案を国民議会に提出。3日間にわたる討論で反対派から猛烈な非難を受けながらも可決にこぎつけた（ヴェイユ法）。
また、ジスカール・デスタン政権下では初めて女性の地位副大臣が設置され、フランソワーズ・ジルーが任命された。ジルーは女性の保健、教育、労働条件、農業における女性の地位、これまで男性に限定されていた職業への女性の参入など数々の政策を打ち出し、女性の地位向上のために尽力した。

## 社会主義
1975年、ルーディは女性の現状を明確にするために『社会の周縁に追いやられた女 (La Femme en marge)』を出版。ミッテランが序文を書き、ルーディを「過去10年にわたって、絶えずフェミニズムと社会主義の2つの前線で戦ってきた闘士」と称え、「彼女が主張するとおり、いつか、女性を平等かつ異なるものとして尊重する真の社会主義社会が実現するだろう。すなわち、男性が自らの規範を女性に押し付けるのではなく、女性が自らの規範を作り上げることを認める社会が」と書いている。
1975年は国際婦人年でもあり、同年、メキシコシティにおいて国際連合の後援で世界大会が開かれ、各国の法律、経済、政治、社会、文化制度における女性の地位向上のための「世界行動計画」が採択された。国際女性年は、国際連合によって「国連女性の10年」(1976-85) として拡大され、以後、コペンハーゲン (1981)、ナイロビ (1985)、北京 (1995) で世界大会が開催された。1974年の社会党シュレンヌ党大会では、女性15%のクオータ制および女性権利全国事務局の設置が採択され、ルーディが初代事務局長に任命された。さらに、1977年のナント党大会では、「女性権利全国会議」が設置され、翌1978年1月15日に同会議で「女性の権利に関する社会党宣言」が採択され、1979年には「フェミニズム、社会主義、自主管理」と題するパンフレットを発行した。1978年の地方選挙ではリヨンから出馬したが当選を果たせず、翌1979年7月、直接選挙による初めての欧州議会議員選挙で欧州議会議員に選出された。社会党・急進左派の候補者20人のうち女性は6人。欧州議会議長にはフランス民主連合の候補者名簿第1位のシモーヌ・ヴェイユが選出された。ルーディは早速、欧州議会内に女性の権利・ジェンダー平等委員会(FEMM) を設置するようシモーヌ・ヴェイユに提案した。

## 女性権利省 - ルーディ法
1981年の大統領選挙でミッテランがジスカール・デスタンを破って当選、第21代大統領に就任した。ピエール・モーロワ内閣を成立させ、ルーディを首相付女性権利担当大臣に任命した。ルーディは早速ミッテラン大統領にフランスで正式に「国際女性デー」を定めるよう提案した。ミッテランはこれを受けて、1982年3月8日、国際女性デーを祝う大規模な式典を開催し、女性の「主体性、平等、尊厳」の尊重を求める演説をした。さらに、女性の現状に関する調査委員会を設置し、歴史学者マドレーヌ・ルベリウーと社会学者マドレーヌ・ギベールに調査を依頼した。二人は同年、「不平等社会におけるフランスの女性たち」と題する報告書を提出。この報告書に基づいて女性団体を支援し、1982年に女性たちに女性の権利について情報を提供するための『女性権利ガイド』の作成・配布および相談所の設置、DV被害者の避難施設（日本の「民間シェルター」に相当）の設置、教科書の女性に関する記述についての規範策定など、多くの改革が行われることになった。
首相付女性権利担当大臣の任期中に、ルーディは通称「ルーディ法」と呼ばれる法律を2つ成立させた。1つは人工妊娠中絶に保険が適用されること（社会保障による払い戻しを受けることができること）を定めた1982年12月31日付法律第83-1172号である。人工妊娠中絶の合法化に関する1975年1月17日付法律第75-17号（ヴェイユ法）は、5年間の時限立法であったが、1979年に恒久的に制定され、さらに今回、保険適用となったという経緯である。
もう1つのルーディ法は、男女職業平等に関する労働法典および刑法典の修正に係る1983年7月13日付法律第83-635号で、募集・採用等の職業生活の全体における性差別の禁止、男女の職業上の機会の平等を確立するための女性への暫定的な優遇措置、同一賃金原則の前提の「同一価値労働」の定義の明示化、職場における男女の比較状況に関する報告書提出の企業への義務づけ等を主な内容とし、日本ではフランスの「男女職業平等法」として紹介されている。
1985年、女性権利省が設置され、「フランスは、女性の権利を扱う大規模な管理執行機関を創設した最初の近代国家となった」。内閣に席を持つ正規の女性権利大臣が誕生し、引き続き、ルーディが任命された。しかし、翌1986年にミッテラン政権下で共和国連合のジャック・シラクが首相に就任すると（コアビタシオン）、女性権利省は廃止され、以後、ルーディは、カルヴァドス県選出の国会議員 (1986-1993、1997-2002) およびリジュー市長 (1989-2001) として活躍した。

## パリテ法
2000年に通称「パリテ法」（選挙候補者の男女同数制）が制定され、男女の政治参画への平等が促進された。ルーディはすでに1980年代からクオータ制の導入に取り組んでいたが、1982年には、男性または女性が候補者名簿の75%を超えてはならないというクオータ法が憲法院にかけられ、違憲との判決が下った。ルーディは、「女性が人口の半分を占めるのだから、民主主義のためには政治・行政においても男女同数にすべきである」と主張し、シモーヌ・ヴェイユの同意を得て、『レクスプレス』紙にクオータ制を導入のための憲法改正を求める『10人宣言』を掲載。エディット・クレッソン、ミシェル・バルザック、カトリーヌ・タスカら左派5人、右派5人が署名した。この『10人宣言』によって「パリテ論争の火蓋が切られた」とされる。

## 著書
- Allez les femmes – Une brève histoire du PS et de quelques absentes (頑張れ、女性たち ― 社会党と一部不在者の歴史概観), Le Bord de l'eau, 2005.
- La Femme en marge (社会の周縁に追いやられた女), Flammarion (La Rose au poing) 1982, 新版 1992.
- Mais de quoi ont-ils peur ? Un vent de misogynie souffle sur la politique (いったい何を恐れているのか? ― 政界にミソジニーの風が吹く), Albin Michel 1995.
- À cause d'elles, Albin Michel, 1985.
  - 『フェミニスムの現在 ― 自伝・フランスでの闘い』(福井美津子訳, 朝日新聞社, 1986)--- 労働者階級に生まれ、缶詰工場の事務員から女性権利大臣になるまでの「闘い」を描いた自伝。シモーヌ・ド・ボーヴォワールが序文「イヴェットの道」を書いている[2]。